# ریشه نام شیلی
نظریات متفاوتی راجع به ریشهٔ کلمهٔ «شیلی» وجود دارد. بر طبق یک نظریه، اینکاها در پرو، که در تسخیر سرزمین آروکانیان‌ها شکست خورده بودند، دره آکنکاگوا «شیلی» را با دستکاری در نام یک رئیس قبیله‌ای («کاسیکوئه») که «تیلی» خوانده می‌شد و در زمان تسخیر اینکاها در آن ناحیه حکومت می‌کرد، انتخاب نمودند.
نظریهٔ دیگر به شباهت درهٔ آکنکاگوا با درهٔ کاسما در پرو اشاره می‌کند که در آن یک شهر و دره با نام «شیلی» وجود داشت.
نظریات دیگر بیانگر آن است که نام شیلی می‌تواند از لغت بومی ماپوچه «شیلی» گرفته شده باشد که به مفهوم «جایی که خشکی تمام می‌شود» است. یا از لغت «چانه»، «سرد»، یا کلمه آمارایی «tchili» به مفهوم «برف».
معنی دیگری که به «chilli» نسبت داده می‌شود کاربرد آوانامی «cheele-cheele»- نوعی تقلید ماپوچه‌ای از آواز یک پرنده‌است. فاتحان اسپانیایی که این نام را از اینکاها شنیدند و معدود بازماندگان اولین ماموریت اسپانیایی دیگو دل آماگرو در جنوب پرو در سالهای۳۶-۱۵۳۵ خودشان را «مردان شیلی» نامیدند.